# Wahlströms (musikgrupp)
Wahlströms är ett dansband i Vadstena i Sverige, startat 1985.
Bandet deltog 1999 i tävlingen "Dansbandslåten" med melodin "Blå blå ögon". Under andra halvan av 2008 lämnade Sannex sångare Chris Andersen Sannex för att sjunga för Wahlströms . Han lämnade i juni 2009 Wahlströms .
Wahlströms medverkade i Dansbandskampen 2008.
Den 27 september 2011 meddelades att bandet läggs ner efter sista spelningen i Brunnsparken i Örebro den 14 januari 2012.
I augusti 2015 meddelades att Wahlströms gör comeback på dansbanorna 2016. 

## Medlemmar sedan starten
| Sångare           | År                  | Bi–instrument |
| ----------------- | ------------------- | ------------- |
| Daniel Wahlströms | 1985–2012 & 2016–   | gitarr        |
| Trummor           |                     |               |
| Anders Hildeskog  | 1985–2012 & 2016–   |               |
| Keyboards         |                     |               |
| Tobias Nyström    | 1985–2012           | Sång          |
| Oscar Fridell     | 2016–2017           |               |
| Håkan Rydén       | 2017–               |               |
| Gitarr            |                     |               |
| Chris Andersen    | 2008–2009           |               |
| Bas               |                     |               |
| Henrik Wallrin    | 1985–2001 2006–2010 |               |
| Mattias Andersson | 2001–2006, 2016–    |               |
| Emil Johansson    | 2010–2012           |               |

## Diskografi

### Album
- Blå, blå ögon - 1999
- Min ängel (samlingsalbum) - 1999
- Lovar & svär - 2001
- Allt jag vill ha - 2003
- Tillbaka Igen - 2006
- Varannan vecka - 2006
- XX En samling - 2007
- Om du vore här - 2008
- Vårt älskade 80-tal - 2010

- Medverkar även på välgörenhetssamlingen "Jag ser en sol" - 1997

### Singlar
- Vi gör det ikväll - 1995
- Om hon bara visste - 1998
- Jag fick ditt namn och ditt nummer - 1999
- Min ängel - 2000
- Hela världen för mig - 2000
- Sofie - 2001
- Lovar & svär - 2001
- Utan att säga farväl - 2001
- Förlorad igen - 2002
- Allt jag vill ha - 2003
- Nyskild, lonely & ensam - 2005
- Varannan vecka - 2006

## Melodier på Svensktoppen
- Jag fick ditt namn och ditt nummer (1999)
- Blå, blå ögon (1999-2000)
- Min ängel (2000)
- Hela världen för mig (2000)
- Sofie (2001)
- Lovar & svär (2001)
- Utan att säga farväl (2001)

Missade listan
- Ensamma kvinnors riddare- 1997
- Om hon bara visste- 1998

### Fotnoter
1. ↑  Dansbandsbloggen 17 oktober 2008 - Sannex-Chris går till Wahlströms[död länk]
2. ↑  Dansbands-Jimmy 23 juni 2009 - Dansbandsstjärna slutar!
3. ↑  ”Wahlströms”. 18 september 2011. Arkiverad från originalet den 25 maj 2012. https://archive.is/20120525125452/http://www.wahlstroms.nu/dagbok.asp. Läst 27 september 2011.